# فلتس میلز (نیویورک)
فلتس میلز (به انگلیسی: Felts Mills) یک منطقهٔ مسکونی در ایالات متحده آمریکا است که در نیویورک واقع شده‌است. فلتس میلز ۰٫۸۵ کیلومتر مربع مساحت و ۳۷۲ نفر جمعیت دارد و ۱۷۶٫۷۹ متر بالاتر از سطح دریا واقع شده‌است.